# Якось влітку (фільм)
«Якось улітку» також відомий як «Раз улітку» (рос. «Однажды летом») — українська радянська пригодницька комедія 1936 року. Виробництво: Київська кіностудія «Українфільм».
За повідомленням часопису Радянське кіно у 1935 році, фільм створювався у двох мовних варіантах: російськомовному та україномовному, тобто до фільму було створено україномовний дубляж. Станом  на 2020 рік україномовний дубляж фільму не знайдено.

## Сюжет
Сценарій фільму був написаний Ільфом і Петровим, в ньому вгадуються мотиви їхнього роману «Золоте теля».
Молоді автолюбителі з невеликого містечка — Телескоп і Жора — мріють стати професійними автомобілістами. Зібравши автомобіль з непридатних матеріалів і запчастин, герої відправляються у Москву. В дорозі до них у машину «зайцем» пробирається і не дає нудьгувати хлопчисько Котя — пустун і розбишака, який мріє дістатися до Арктики, на криголам…
Незабаром мандрівники зустрічають на своєму шляху екіпаж, в якому їдуть симпатична дівчина й інтелігентного виду старий. Несподівано на старенькому містку екіпаж терпить лихо. Телескоп й Жора рятують своїх нових знайомих — професора Сен-Вербуда і його племінницю Фенічку. З цього моменту героїв на кожному кроці підстерігають пригоди.
Незабаром доля знову зводить молодих людей з дивною парою і вони дізнаються, що професор — звичайний шарлатан-фокусник. Після всіх пригод, «професор», якого давно намагаються зловити, все ж потрапляє у відділення карного розшуку, а мандрівники — Телескоп, Жора, Котя і Фенічка — примикають до колони всесоюзного автопробігу і першими в'їжджають до столиці.
Молоді люди залишаються у Москві, а Котя зникає…
Минуло літо й вони дізнаються з газети, що на Карському морі в трюмі криголама «Красін» був виявлений 10-річний хлопчик, який заявив, що він хоче бути героєм Радянського Союзу — Отто Юлійовічем Шмідтом…

## Актори
- Ігор Ільїнський — 2 ролі: голова автомобільного клубу на прізвисько «Телескоп» і шарлатан-фокусник, що видає себе за професора Сен-Вербуда
- Леонід Кміт — Жора, єдиний член автомобільного клубу
- Олена Савицька — Фенічка, племінниця професора
- Б. Мовчан — Котя
- Іван Твердохліб — кооператор
- Іван Коваль-Самборський — агент карного розшуку
- В епізодах (немає в титрах): Григорій Долгов (завідувач клуба), Іван Лагутін, Нелідов Габріель (доктор), Лев Іванов, Євген Гуров та багато ін.

## Знімальна група
- Сценаристи: Ілля Ільф, Євген Петров
- Режисери-постановники: Ханан Шмаїн, Ігор Ільїнський
- Оператори: Олександр Лаврик, Віталій Філіппов
- Звукооператор: Андрій Прахов
- Композитор: В'ячеслав Волков
- Художники: Олексій Бобровников, Соломон Зарицький
- Асистент режисера: Олександр Козир